# 留萌港
留萌港（るもいこう）は、北海道留萌市にある港湾。港湾管理者は留萌市。港湾法上の「重要港湾」、港則法上の「特定港」に指定されている。

## 概要
留萌港は留萌市をはじめとする留萌振興局や旭川市を中心とする上川・空知地方の流通拠点港、日本海を漁場とする沿岸漁業の基地としての役割を担っている。
特に冬季は日本海からの西風が強く、昭和初期には「冬季西風の強吹するとき風速28米を超ゆること珍しからず、高さ6米以上の波浪防波堤に衝激して勢猛烈を極む」と形容された。その激しさは、インドのマドラス（チェンナイ）、イギリススコットランドのウィックと並んで「世界三大波濤」または「世界三大波浪港」と呼ばれている。
南防波堤は激浪による稀有な難工事であり、堤体の移動や改修の歴史などから「留萌港南防波堤」として2010年に「土木学会選奨土木遺産」に選定されている。

## 港湾施設
「港湾施設」参照
外郭施設
- 西防波堤
- 北外防波堤
- 南防波堤
- 北防波堤
- 古丹浜北防波堤
- 古丹浜南防波堤
- 東岸地区防波堤
- 内港西防波堤
- 大町地区船溜防波堤
- 留萌川導流堤
- 大町第1防潮堤
- 大町第2防潮堤
- 明元町防波護岸
- 大町防波護岸
- 塩見町防波護岸
- 三泊町防波護岸
- 南護岸
- 北岸地区護岸
- 古丹浜防波護岸
- 大町地区船溜防波護岸
- 副港護岸
- 南防波堤護岸
- 古丹浜ふ頭南護岸
- 古丹浜ふ頭北護岸
- 塩見地区緑地護岸

係留施設
- 大型船けい船岸壁
  - 南-8.0 m岸壁
  - 南-7.0 m岸壁
  - 南-6.0 m岸壁
  - 南-5.0 m岸壁
  - 北岸壁
  - 東岸地区岸壁
  - 古丹浜ふ頭-10.0 m岸壁
  - 古丹浜ふ頭-7.5 m岸壁
  - 北防波堤ドルフィン
  - 三泊地区-12.0 m岸壁

荷さばき施設
- 荷さばき地
  - 古丹浜荷さばき地
  - 古丹浜ふ頭荷さばき地
  - 北岸地区荷さばき地
  - 南岸地区荷さばき地
  - 大町地区荷さばき地
  - 三泊地区荷さばき地
- 上屋
  - 19号倉庫
- 木材整理水面
  - 古丹浜木材整理水面
  - 北岸木材整理水面

緑地
- 塩見地区緑地

## 官公署
- 留萌市役所
- 函館税関札幌税関支署留萌出張所
- 小樽検疫所留萌・石狩出張所
- 北海道開発局留萌開発建設部
  - 留萌港湾事務所
- 第一管区海上保安本部留萌海上保安部

## 沿革

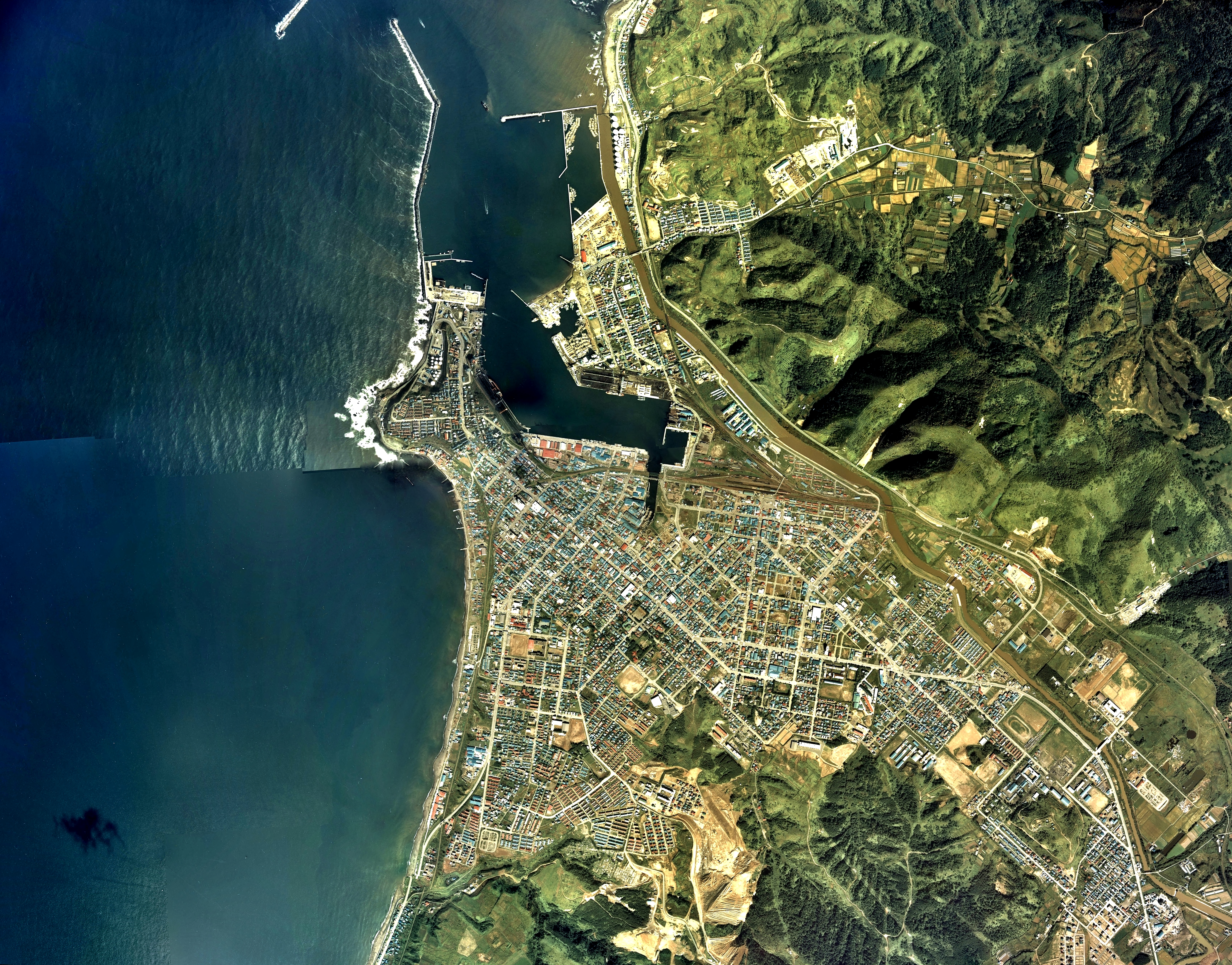
留萌市街と留萌港周辺の空中写真（1977年（昭和52年）撮影の6枚を合成作成）。。

かつての留萌川の河口付近にはアイヌ語で「ルルモッペ」（潮の静かに入るところ、海水が静かでいつもあるもの）と呼ばれているアイヌの集落があり、場所請負制が始まるとルルモッペにも交易船が行き交うようになり、運上屋が開かれた。明治になると、漁獲物や木材を本州へ運ぶ和船や西洋型の帆船が出入りが増加したため、イギリスの技師であるチャールズ・スコット・メークによる調査・計画を機に築港運動が活発になった。そして、1909年（明治42年）に国による築港が認められ、翌年の「第一期拓殖計画」の一環として工事を行った。工事は計画変更や事業期間延長などの影響によって「第二期拓殖計画」に引き継がれた。1929年（昭和4年）からは留萠鉄道が炭鉱線付設に岸壁築造を含む工事を行って1932年（昭和7年）に竣工しており、日本国内で初めて民間業者が築港に携わる事業となった。なお、近代化した留萌港は1933年（昭和8年）に竣工した。このうち南防波堤は、1910年（明治43年）に着工したものの、建設中の1920年（大正9年）10月8日には最大波高7.6m、最大波長106mという波によって重さ2000tのコンクリートケーソン2函が破壊、5函が移動する被害を被り、1929年に完成した。その後も波や台風の影響で、1955年（昭和30年）頃までには港の構造物の多くが被害に遭っていたことから、1959年（昭和34年）には日本国内で初めて25tの大型消波ブロックが南防波堤に設置され、西防波堤の整備など港湾機能拡充を図った。しかし、なおも続く激浪によって消波ブロックの機能が低下したことから、2007年（平成19年）から2022年（令和4年）にかけて日本国内最大となる80tの消波ブロック967個を設置した。2017年（平成29年）12月26日、西防波堤にあるコンクリート製の南灯台（1975年（昭和50年）設置、高さ約14.6m、直径約2.7m、北緯43度57分45.7秒 東経141度37分21.8秒）が土台から3mを残して折れているのが見つかった。26日は最大瞬間風速30mを超える暴風雪を記録しており、高波で倒壊したとみられる。その後、2021年（令和3年）10月14日には、元の位置に西防波堤南灯台が再設置され、復旧が完了した。
留萌港の近郊には大和田炭鉱など複数の炭田（留萌炭田）があったため、港には石炭積込機（石炭ローダー）が設置されて石炭の積み出し港として発展したほか、木材の輸出も堅調であった。また、石炭から石油へのエネルギー転換によって留萌港は古丹浜地区や三泊地区に大型岸壁を整備し、流通拠点港としての機能強化を図っている。

### 年表
- 1910年（明治43年）：留萌港修築着手[2]。
- 1929年（昭和4年）：南防波堤が完成[11]
- 1931年（昭和6年）：北防波堤が完成[11]
- 1936年（昭和11年）：「国際貿易港」指定[2]。
- 1951年（昭和26年）：「港湾運送事業法」適用[2]。
- 1952年（昭和27年）：「重要港湾」指定[2]。「出入国港」指定[2]。
- 1953年（昭和28年）：留萌市が港湾管理者となる[2]。
- 1954年（昭和29年）：「木材輸入港」指定[2]。公有水面埋立法による「甲号港湾」指定[2]。
- 1961年（昭和36年）：検疫法による「検疫港」指定[2]。
- 1963年（昭和38年）：検疫法による「大豆輸入港」指定[2]。
- 1973年（昭和48年）：港湾法による「特定港」指定[2]。
- 1992年（平成04年）：古丹浜ふ頭岸壁（-10 m ）供用開始[2]。
- 2004年（平成16年）：三泊ふ頭岸壁（-12 m）暫定供用開始（2007年本格供用）[2][15]。
- 2010年（平成22年）：南防波堤が「土木学会選奨土木遺産」選定[7]。
- 2011年（平成23年）：日本海側拠点港の「拠点化形成促進港」（原木）指定[2]。
- 2017年（平成29年）：西防波堤の灯台が高波により崩壊。
- 2021年（令和3年）：西防波堤の灯台が元の位置で復旧[4]。
- 2027年：南防波堤本体の拡幅及び嵩上げ工事が完了（予定）[6]

## 参考資料
- “H27留萌港事業説明資料” (PDF).  北海道開発局留萌開発建設部. 2017年12月4日閲覧。